# Ania Leon
Ania Leon, właśc. Anna Leonowicz – polska piosenkarka, kompozytorka i autorka tekstów.

## Życiorys
Pierwsze doświadczenia muzyczne zdobywała w Los Angeles, studiując na Vocal Performance na Musicians Institute College of Contemporary Music. Szkołę ukończyła z wyróżnieniem.   
W 2021 dołączyła do grona artystów wytwórni Kayax. 24 czerwca 2022 roku ukazał się pierwszy album artystki – “Łezki”.    
Czerpie inspiracje od takich artystów, jak Banks, Billie Eilish, Lorde czy Sevdaliza.   

## Dyskografia

### Albumy studyjne
| Rok  | Dane dot. albumu |
| ---- | --- |
| 2022 | Łezki - Wydany: 24 czerwca 2022 - Wytwórnia: Kayax - Format: CD, digital download                                     |
| 2024 | Czas się bać! - Wydany: 31 października 2024 - Wytwórnia: Kayax - Format: płyta winylowa, digital download, streaming |

### Single
| Rok  | Tytuł                               | Album         |
| ---- | ----------------------------------- | ------------- |
| 2021 | "Miłość Miłość (Kayax XX Rework)    | –             |
| 2022 | "Łezki"                             | Łezki         |
| 2022 | "Tańcz"                             | Łezki         |
| 2022 | "Chemistry"                         | Łezki         |
| 2022 | "Przypadki"                         | Łezki         |
| 2022 | "Apocalypse Afterparty" feat. Bokka | –             |
| 2023 | "Outro" feat. Igor Herbut           | –             |
| 2023 | "Toniesz" feat. Kasia Lins          | –             |
| 2024 | "Lawa"                              | Czas się bać! |
| 2024 | "Na noże"                           | Czas się bać! |
| 2024 | "Zabij ze mną czas" feat. Sarsa     | Czas się bać! |

## Nagrody i wyróżnienia
| Rok  | Nagroda        | Kategoria                 | Tytułem   | Nota      | Źródło |
| ---- | -------------- | ------------------------- | --------- | --------- | ------ |
| 2023 | Fryderyki 2023 | Fonograficzny Debiut Roku | Ania Leon | Nominacja | [ 9 ]  |
| 2023 | Fryderyki 2023 | Album Roku Elektronika    | Łezki     | Nominacja | [ 9 ]  |